# شاخ‌قوچی گوشه‌دار
شاخ‌قوچی گوشه‌دار (نام علمی: Goniatitida) نام یک راسته از زیررده شاخ‌قوچی است.